# Massacre de l'aéroport de Lod
Le massacre de l'aéroport de Lod est une attaque terroriste qui a lieu le 30 mai 1972, organisé par l'Armée rouge japonaise (JRA). Trois membres de la JRA, au nom du Front populaire de libération de la Palestine (FPLP), tuent 26 personnes et en blessent 80 autres à l'aéroport Lod de Tel Aviv (désormais aéroport international David Ben Gourion). Deux des assaillants meurent, tandis que le dernier survivant est capturé blessé.

## Contexte
L'année 1972 est une mauvaise année pour l'Armée rouge japonaise : l'Armée rouge unifiée, dont elle est issue, s'est égarée dans une dérive sectaire, et une purge qui a coûté la vie de la moitié de ses membres. Le reste a été arrêté au Japon. La JRA, menée par Fusako Shigenobu, s'est installée depuis 1971 au Liban ; la fin de l'URA la pousse à monter une opération retentissante afin de contrebalancer les revers subis au Japon.
Shigenobu fait notamment exfiltrer Kōzō Okamoto, membre de l'URA, vers le Proche Orient. Pris en main et formé pendant trois mois par les hommes du FPLP à Baalbek, au Liban, il accepte de participer à une opération que lui propose Tsuyoshi Okudaira, le mari de Shigenobu. Après un périple en avion via l'Europe, ils doivent atterrir à l'aéroport de Lod, et tirer avec des armes automatiques dans la foule. Les terroristes n'auront aucune chance de s'échapper, aussi prévoient-ils de se suicider avant d'être pris ; ils pensent également à se mutiler le visage pour empêcher une identification trop rapide. La planification réelle a été traitée par Wadie Haddad, chef des opérations externes du FPLP, avec quelques aides d'Okamoto. Le troisième homme de l'opération est Yasuyuki Yasuda.

## Déroulement de l'opération
Parce que la sécurité des aéroports était focalisée sur la possibilité d'une attaque palestinienne, l'utilisation de terroristes japonais a pris les gardes de sécurité par surprise.
Durant l'attaque, effectuée à l'aide de mitraillettes et de grenades, Okudaira est tué par une balle perdue. Yasuda est tué par l'explosion de sa propre grenade, semble-t-il involontairement. Okamoto tente de faire exploser sa dernière grenade sur un avion, mais le projectile reste inerte. Désarmé, Okamoto est poursuivi et neutralisé par un employé de la compagnie El Al.

### Victimes
Une centaine de personnes sont conduites à l'hôpital, dont 70 dans un état critique. L'opération fait en tout vingt-six morts parmi les civils.
Parmi les morts se trouvèrent dix-sept pèlerins chrétiens de Porto Rico, un citoyen canadien et 8 Israéliens, dont le professeur Aharon Katzir, un biophysicien de renommée internationale, autorité au sein de la recherche nucléaire israélienne (son frère, Ephraïm Katzir, sera élu président d'Israël l'année suivante).
| Nationalité | Mort |
| ----------- | ---- |
| Porto Rico  | 17   |
| Israël      | 8    |
| Canada      | 1    |

## Conséquences

### Au niveau politique
Malgré la nationalité des terroristes, Israël, via son premier ministre Golda Meir, tient les pays arabes pour responsables du massacre. Le gouvernement japonais présente ses excuses aux gouvernements israélien et portoricain, et débloque plusieurs millions de dollars pour dédommager les victimes de l'attentat. Pour autant, le gouvernement israélien ne tient aucunement le Japon pour responsable.
En France, le journal d’extrême droite Jeune nation solidariste publie un article de Christian Bouchet glorifiant Kōzō Okamoto.

### Procès d'Okamoto
Lors de son interrogatoire, sur la promesse qu'on lui donnerait une arme pour mettre fin à ses jours, Okamoto avoue son entière participation dans l'opération ; il ne donne pas pour autant son vrai nom. Ramené en cellule couvert de chaînes, afin d'éviter toute tentative de suicide, Okamoto espère la peine capitale au procès, afin de terminer sa mission. Mais les juges sont irrités par cette volonté, qui n'est pas liée à un quelconque sentiment de culpabilité : il est condamné à la prison à vie.